# Mats Ahlstedt

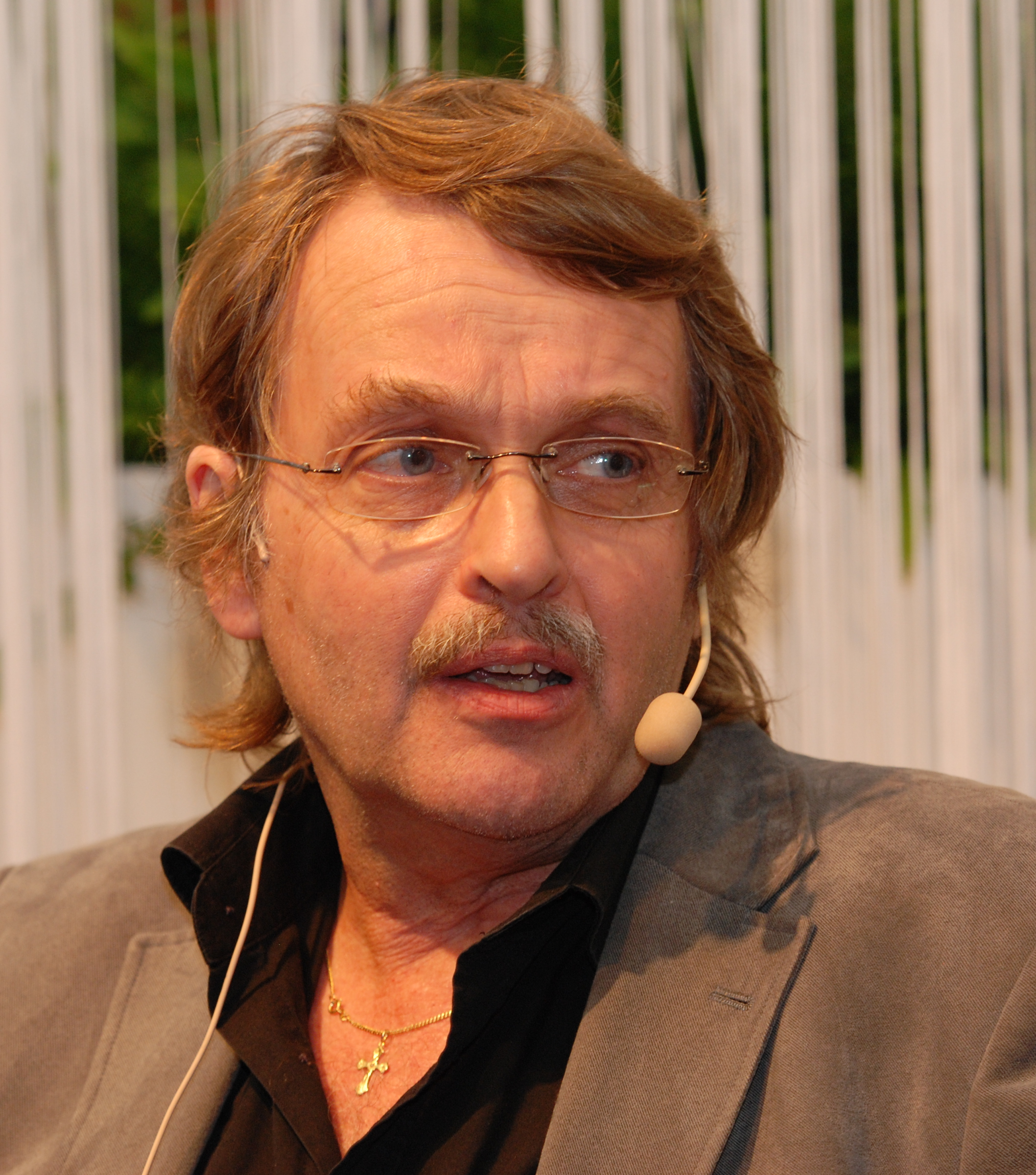
Mats Ahlstedt på bokmässan i Göteborg 2013.

Mats Ahlstedt, född den 9 juli 1949, är en svensk kriminalförfattare och journalist.

## Biografi
Ahlstedt föddes i Jämtland, men familjen flyttade tidigt till Göteborg, där pappan var fängelsepräst. Efter en fil.kand. på Göteborgs universitet i svenska och historia blev han journalist, och har bland annat arbetat på Göteborgs-Postens sportredaktion, men har successivt övergått till att ägna sig åt sitt författarskap. Ahlstedts texter genomsyras av ett starkt samhällspatos där han ofta återkommer till kvinnors utsatthet i samhället. 

## Sören Högström och Fatima Wallinder
1. Dödsängeln - 2003
2. Violinisten - 2006
3. Den Röda Damcykeln - 2007
4. Mordet På Ragnhildsholmen - 2009
5. Dömd För Livet - 2010
6. Dockmakarens Dotter - 2012
7. Trasdockorna - 2013
8. Ondskans Spår - 2014

## Ella Werner
1. När Inget Annat Återstår - 2016
2. Öga För Öga, Tand För Tand - 2017
3. Ondskans Ansikte - 2018
4. Trojanen - 2019
5. Guldmakaren - 2020
6. Hanteraren - 2022
7. Partizanen  - 2023
8. Nattfjärilen - 2024

## Fatima Wallinder
1. Den Sista Vilan - 2017
2. Fruktans Hus - 2018
3. Upprättelsen - 2019
4. Osynligt offer - 2021
5. Odjuret - 2022
6. Bödeln - 2024

## Eva Evander
1. Visselblåsaren - 2024 (medförfattare Veronica Ahlstedt)